# Eckhard Pols
Eckhard Pols (* 14. März 1962 in Lüneburg) ist ein deutscher Politiker (CDU). Er war von 2009 bis 2021 der direkt gewählte Bundestagsabgeordnete für den Bundestagswahlkreis Lüchow-Dannenberg – Lüneburg.

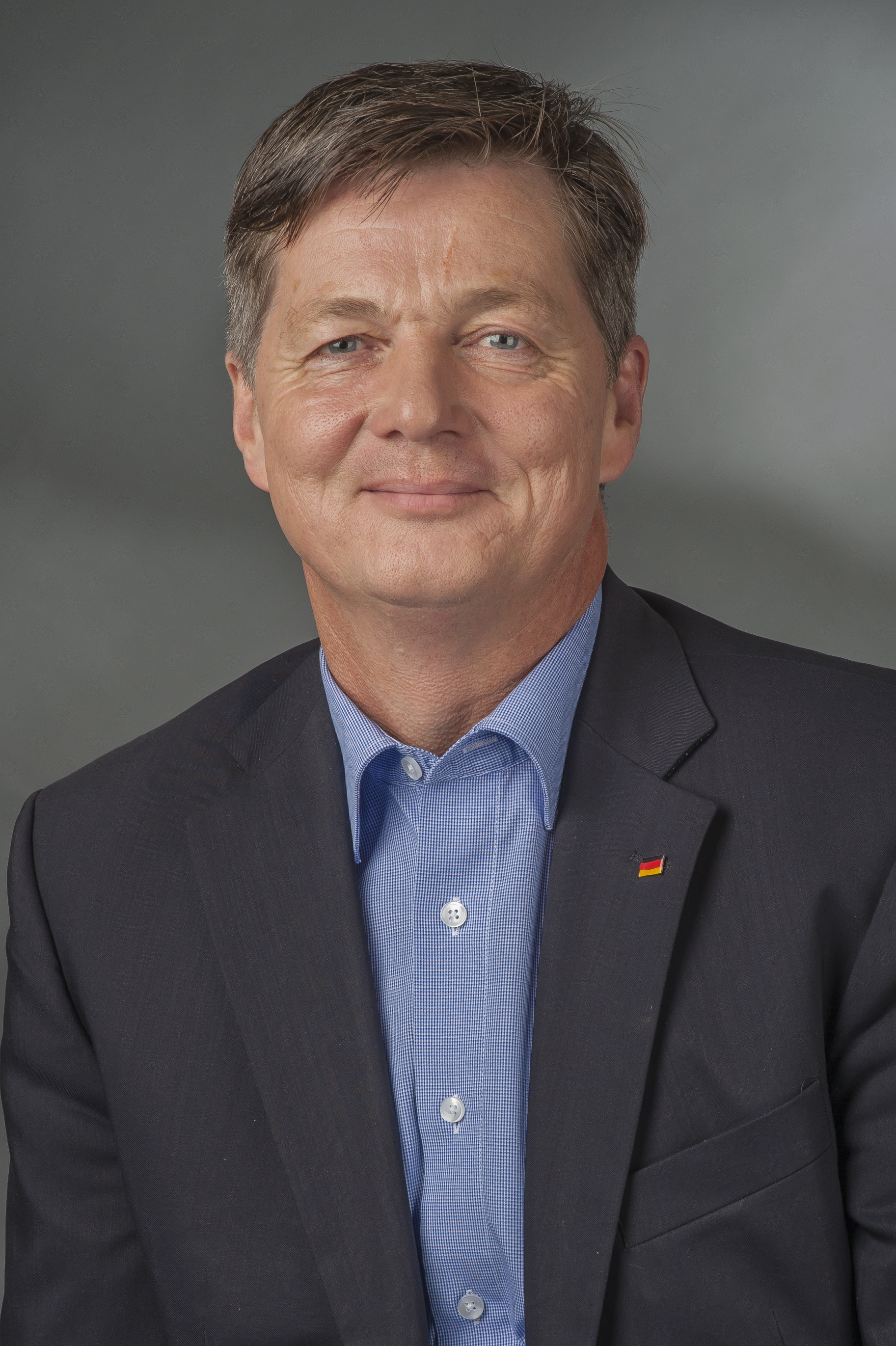
Eckhard Pols (2014)

## Leben
Eckhard Pols schloss die Realschule 1978 ab. In den Jahren 1978 bis 1981 absolvierte er eine Ausbildung zum Glaser und leistete anschließend von 1982 bis 1983 Wehrdienst. Pols legte 1986 erfolgreich seine Prüfung zum Glasermeister ab. Es folgte 1991 die Qualifikation zum Betriebswirt des Handwerks. Von 1996 bis 2013 war er selbständig als Glasermeister mit eigenem Betrieb tätig. Von 1996 bis 2010 war er Obermeister der Glaserinnung Lüneburg-Stade, von 2001 bis 2010 stellvertretender Kreishandwerksmeister in der Kreishandwerkerschaft Lüneburger Heide und von 2000 bis 2012 Mitglied im Kirchenvorstand St. Michaelis Lüneburg.
Eckhard Pols ist verheiratet und hat fünf Kinder.

## Politik
Mit 16 Jahren trat Pols in die Junge Union und mit 18 Jahren in die Christlich Demokratische Union Deutschlands (CDU) ein. Zwischenzeitlich war er stellvertretender Vorsitzender der Jungen Union Lüneburg und von 2008 bis 2010 stellvertretender Vorsitzender des CDU-Stadtverbandes Lüneburg. Außerdem war er von 2007 bis 2016 Mitglied des Stadtrates der Hansestadt Lüneburg. Seit 2016 ist Pols Mitglied des Lüneburger Kreistages.
Pols gewann bei der Bundestagswahl 2009 mit 33,3 % das Direktmandat des Bundestagswahlkreis Lüchow-Dannenberg – LüneburgWahlkreises Lüchow-Dannenberg – Lüneburg für den Bundestag. Er war dort Vorsitzender der Kinderkommission und ordentliches Mitglied im Ausschuss für Familie, Senioren, Frauen und Jugend.
Bei der Bundestagswahl 2013 gewann Pols mit 39,8 % erneut als Direktkandidat vor Hiltrud Lotze (SPD), die 33,7 % erreichte. Von 2014 bis 2016 war er als Mitglied des Deutschen Bundestages in der Funktion als Ordentliches Kommissionsmitglied in der Kommission Lagerung hoch radioaktiver Abfallstoffe (Endlagerkommission) gemäß § 3 Standortauswahlgesetz tätig.
Das Direktmandat im Wahlkreis Lüchow-Dannenberg - Lüneburg gewann Pols bei der Bundestagswahl 2017 mit 33,5 % der Erststimmen. Er wechselte als ordentliches Mitglied in den Ausschuss für Verkehr und digitale Infrastruktur des Bundestages, wo er der Berichterstatter seiner Fraktion für Binnenschifffahrt, Bundeswasserstraßen und Wassertourismus war. Ebenso fungierte Pols als Sprecher der überfraktionellen Parlamentarischen Gruppe Binnenschifffahrt im Bundestag. Gleichzeitig war Pols ordentliches Mitglied im Ausschuss für Bau, Wohnen, Stadtentwicklung und Kommunen des Bundestages sowie stellvertretender Vorsitzender der Arbeitsgemeinschaft Kommunalpolitik der CDU/CSU-Bundestagsfraktion. Er gehörte als stellvertretendes Mitglied dem Ausschuss für Familie, Senioren, Frauen und Jugend, dem Ausschuss für Umwelt, Naturschutz und nukleare Sicherheit, dem Ausschuss für Wirtschaft und Energie, sowie dem Parlamentarischen Beirat für nachhaltige Entwicklung an. Seit Oktober 2017 war Eckhard Pols zudem Vorsitzender der Gruppe der Vertriebenen, Aussiedler und deutschen Minderheiten der CDU/CSU-Fraktion im Deutschen Bundestag. Er war Mitglied des Fraktionsvorstandes.
Bei der Bundestagswahl 2021 gelang es ihm nicht sein Direktmandat zu verteidigen, er musste sich mit 24,9 % zu 28,2 % dem Kandidaten der SPD, Jakob Blankenburg, geschlagen geben. Auch über die Landesliste gelang ihm der Einzug nicht, damit schied er nach zwölf Jahren Zugehörigkeit aus dem Bundestag aus.